# Sinularia flexuosa
Sinularia flexuosa is een zachte koraalsoort uit de familie Alcyoniidae. De koraalsoort komt uit het geslacht Sinularia. Sinularia flexuosa werd in 1945 voor het eerst wetenschappelijk beschreven door Tixier-Durivault. 